# Gasthaus zum Bären (Frankfurt-Höchst)

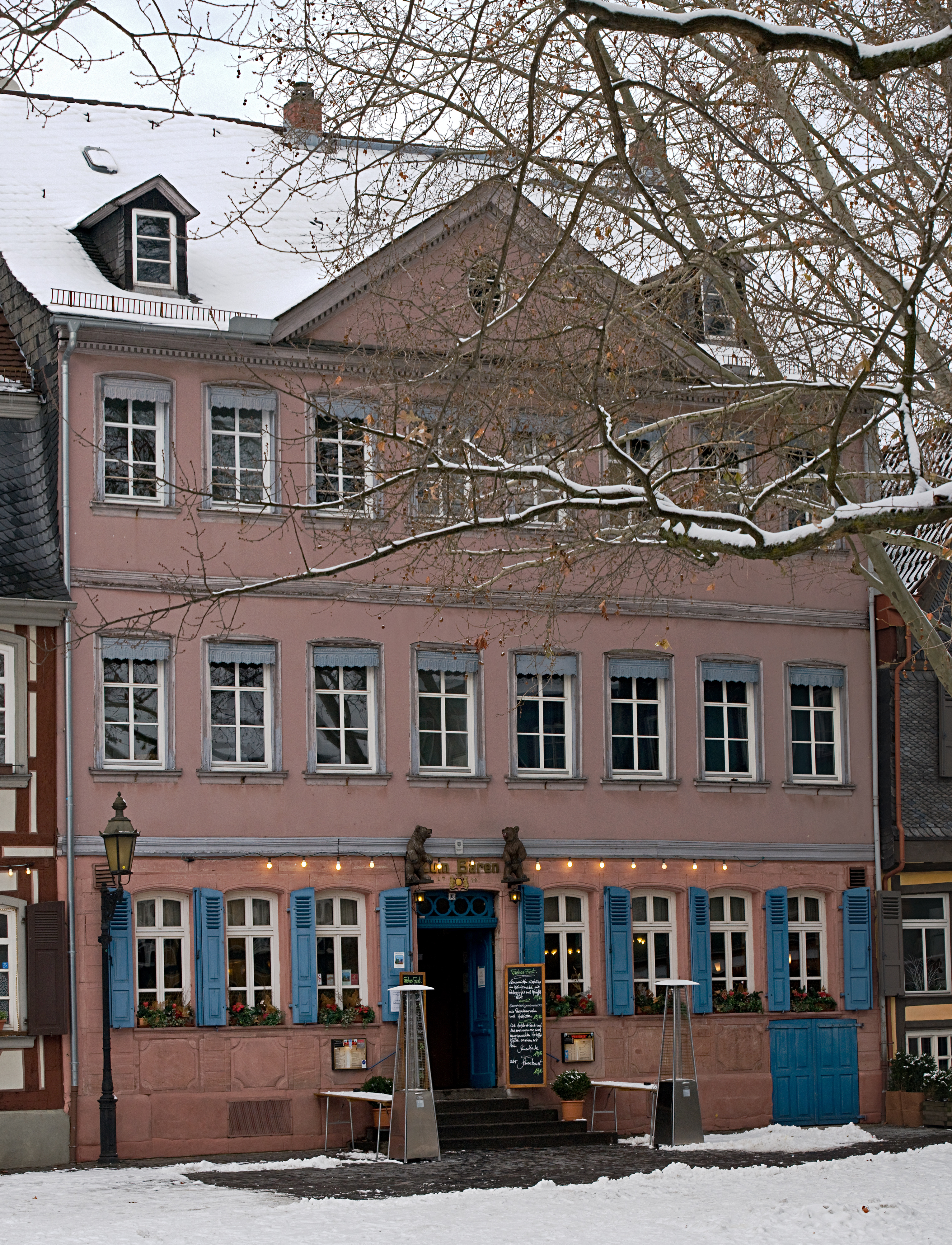
Das Gasthaus zum Bären am Höchster Schloßplatz

Das Gasthaus zum Bären ist eine Traditionsgaststätte in Frankfurt-Höchst. Das Gasthaus am Höchster Schloßplatz besteht seit 1799; bereits seit dem frühen 18. Jahrhundert befand sich ein Gasthaus „Schwarzer Bär“ am gleichen Ort. Das heutige Gebäude steht unter Denkmalschutz.

## Geschichte

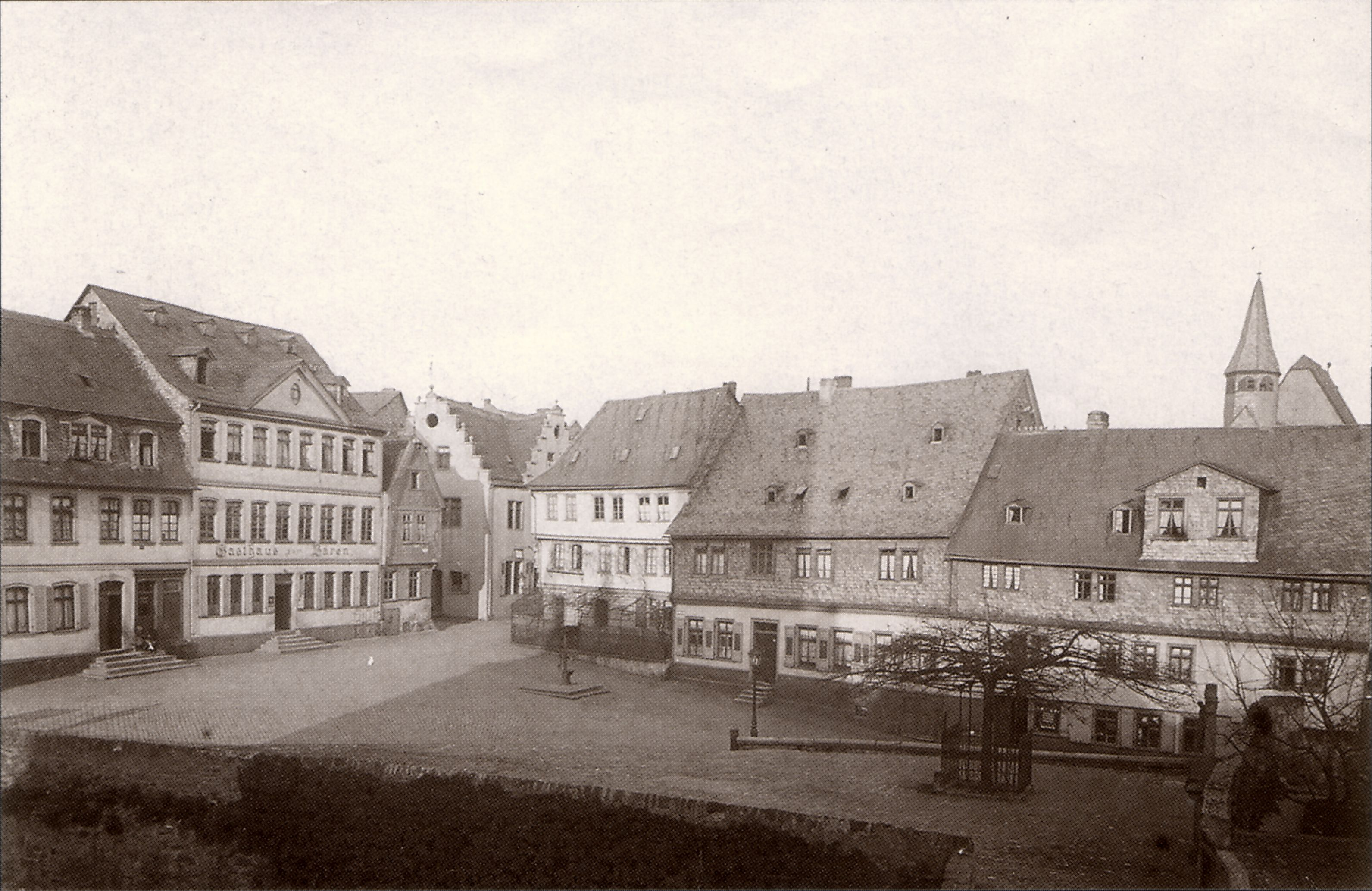
Der Höchster Schloßplatz um 1900, links im Bild das Gasthaus zum Bären

Der erste Hinweis auf das Gasthaus „Schwarzer Bär“ am gleichen Platz ist aus dem Jahr 1744 überliefert, als der Wirt Georg Bär verstarb. Sein Schwiegersohn Stephan Siebenborn trat seine Nachfolge als Wirt des Gasthauses an, das bereits im Jahr 1745 unter dem Namen Gasthaus zum Bären geführt wird. Siebenborn übernahm 1746 das am gleichen Platz liegende Gasthaus „Karpfen“, dessen Wirt im März 1744 verstorben war, und gab den Bären auf. Von 1750 bis 1767 war Michael Biener Wirt im Bären. er ließ das Haus umfangreich umbauen.
Bis zum Ende des 18. Jahrhunderts führte die Familie Huber das Gasthaus. Sie ließ im Jahr 1799 das bisherige Gebäude zu dem heutigen  Fachwerkhaus im Stil des Klassizismus mit nobel gestalteter Putzfassade umbauen.

## Architektur

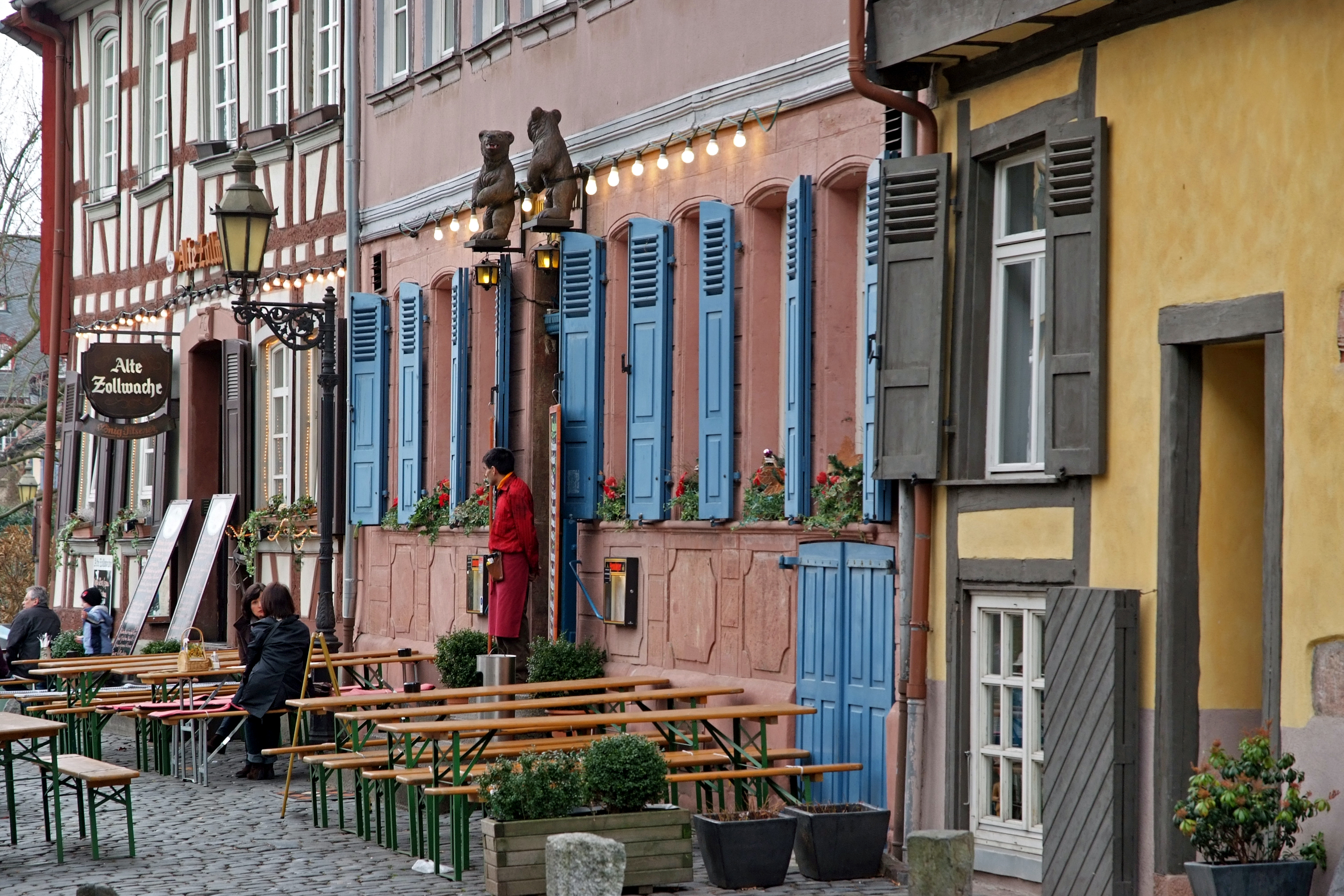
Gasthaus zum Bären

Das insgesamt dreigeschossige Gebäude erhebt sich über einem massiven Erdgeschoss, das mit teils aufwändig bearbeiteten Elementen roten Mainsandsteins verkleidet ist: Unterhalb der Fenster befinden sich in noch barocker Tradition quadratische, in den Ecken von Viertelkreisen eingeschnittene Spiegel. Ebenfalls noch aus der Bauzeit erhalten sind Hauptportal und Türblatt, dessen mit Zahnschnitt abgesetztes Oberlicht stiltypisch von vier in Längsrichtung verbundenen Ringen gebildet ist. Darüber zeigt sich in jüngerer Farbfassung das Hauszeichen, zwei Bären, die ein ovales, monotones Schild halten, flankiert vom Erbauungsdatum in der Form 17 und 99.
Die jeweils acht gleichmäßig verteilten Fenster eines jeden Stockwerks sind von Segmentbögen geschlossen, besitzen aber entgegen den sieben des Erdgeschosses nicht mehr die ursprünglichen Läden. Die einzelnen Geschosse trennen starke, aber schlicht profilierte und farblich nur leicht abgesetzte Gesimse.  Einzig unter der Trauflinie des Satteldachs zeigt sich abermals der Zahnschnitt. Er setzt sich auch im zentralen, dreieckigen Zwerchhaus mit Ovalfenster fort, das von jeweils einer Lukarne flankiert wird.
Die Raumaufteilung und die Innenausstattung mit Holzvertäfelung und Holzdecke stammen aus dem Jahr 1908, als das Haus innen umgebaut wurde. Erhalten sind weiterhin fünf Gewölbekeller, die sich auf das 17. bis 18. Jahrhundert datieren lassen.

## Gastronomie

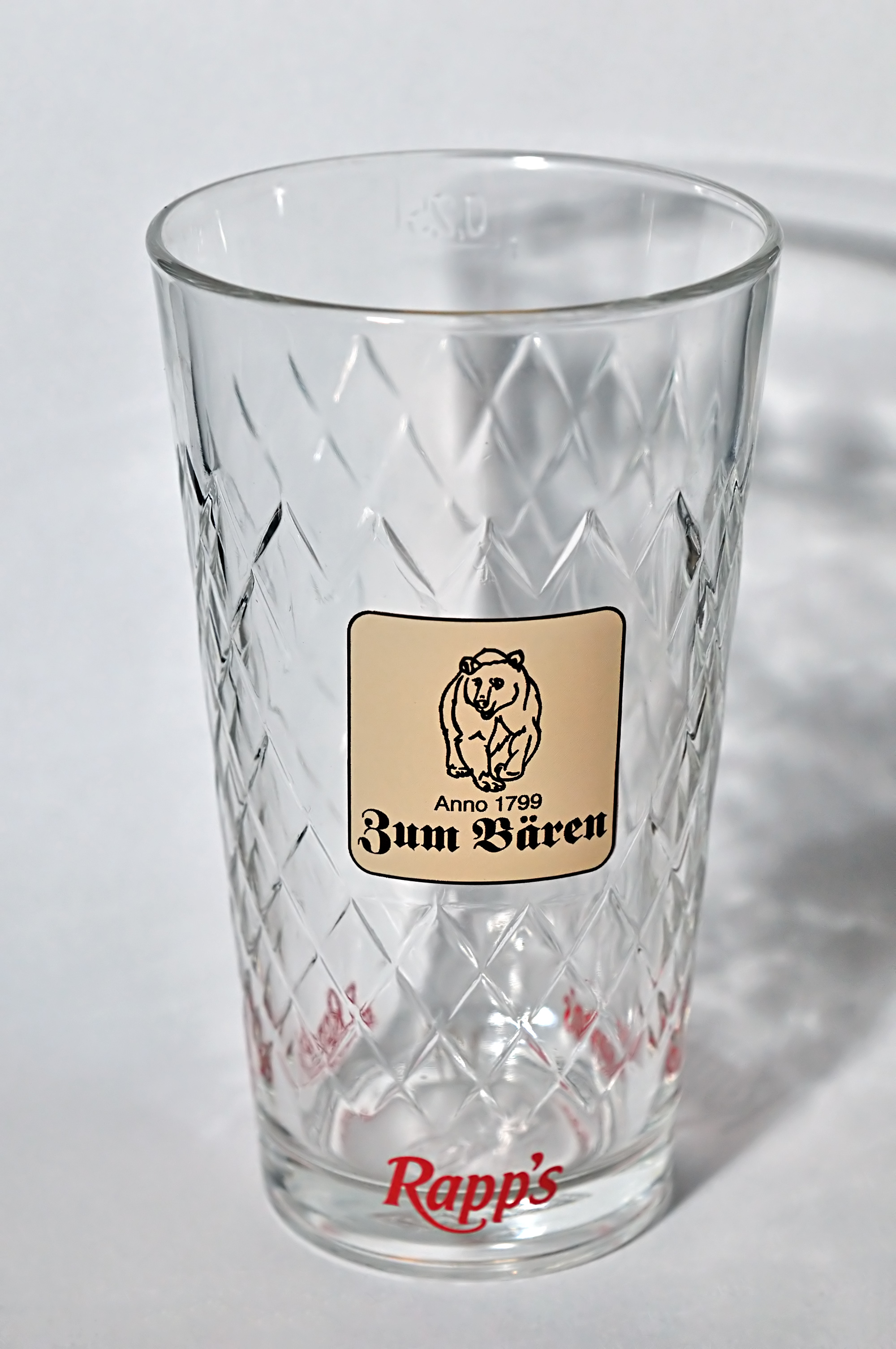
Geripptes mit dem Logo des Bären

Der Höchster Schloßplatz ist mit seinen Traditionsgasthäusern Zum Bären, Alte Zollwache und Zum Schwan vom Frühjahr bis in den Herbst ein vielbesuchtes Ausflugsziel in Frankfurt. Der Bär serviert Hausmannskost und traditionelle Frankfurter Gerichte wie Grie Soß, Rippsche mit Kraut und Handkäs mit Musik. Er ist in Frankfurter Gastronomieführern wie dem vom Journal Frankfurt herausgegebenen Frankfurt geht aus! in seiner Kategorie regelmäßig auf einem der vorderen Plätze zu finden.